# Piper cubeba

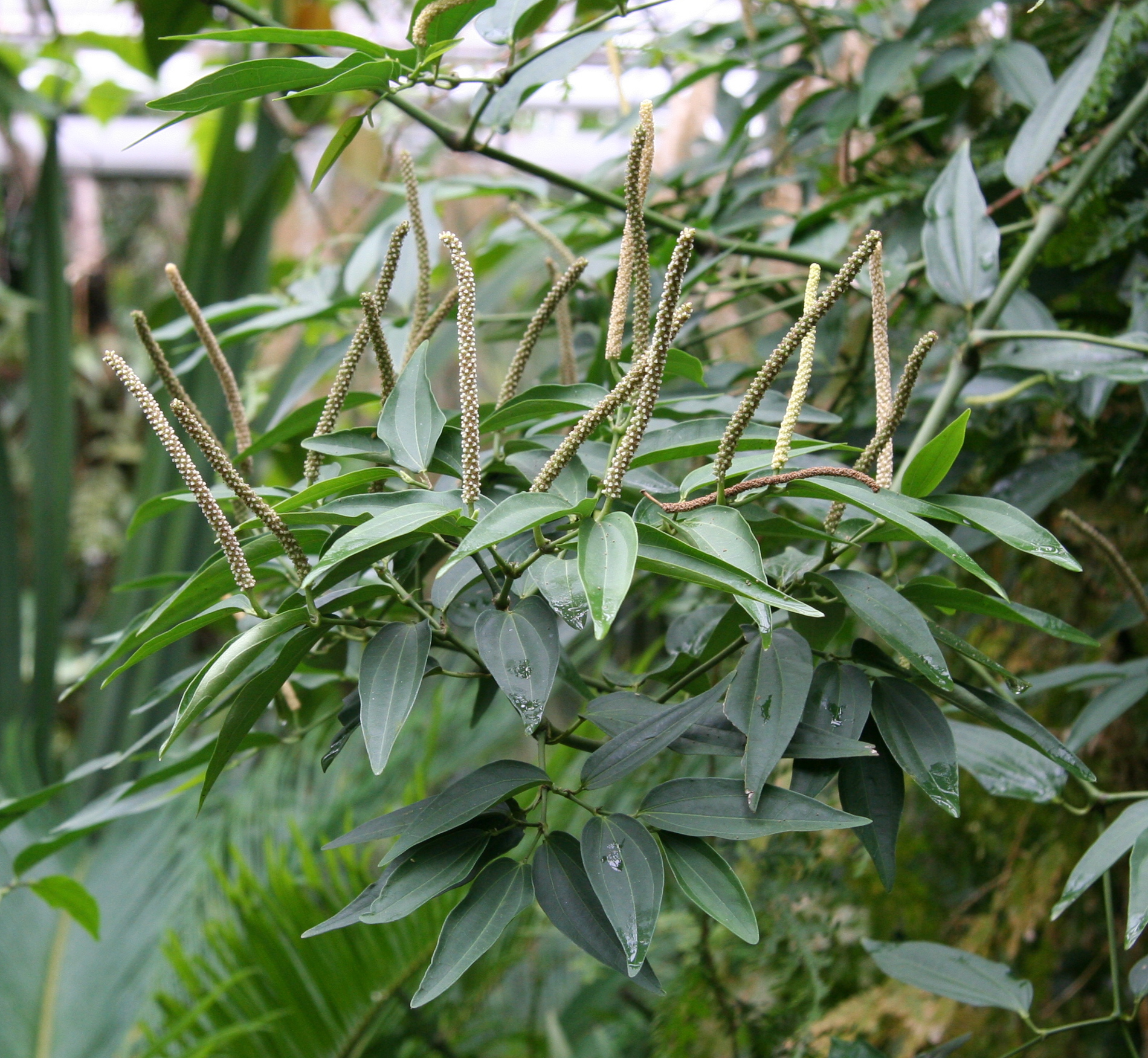
Inflorescencias espiciformes erectas.

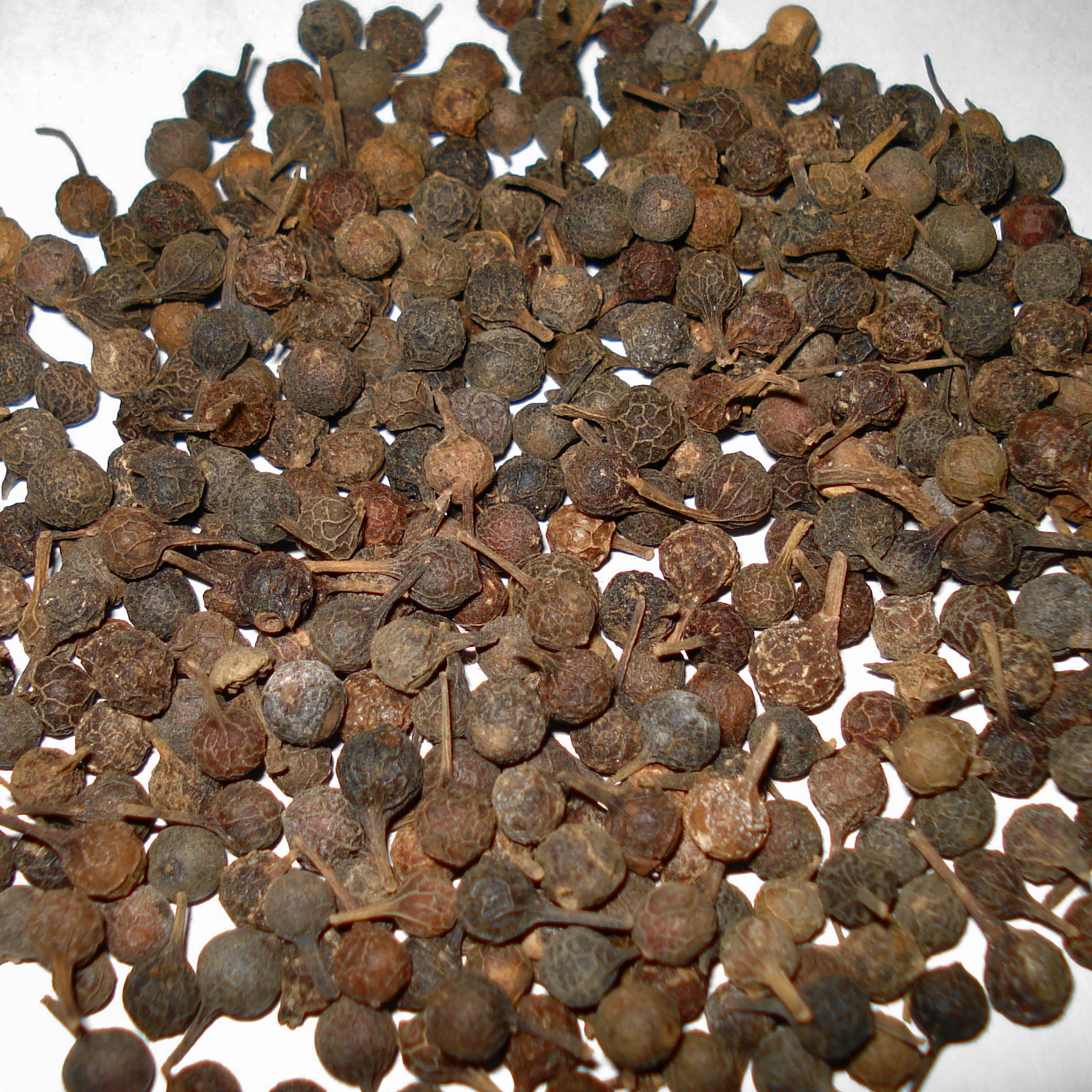
Granos secos de Pimienta de Java.

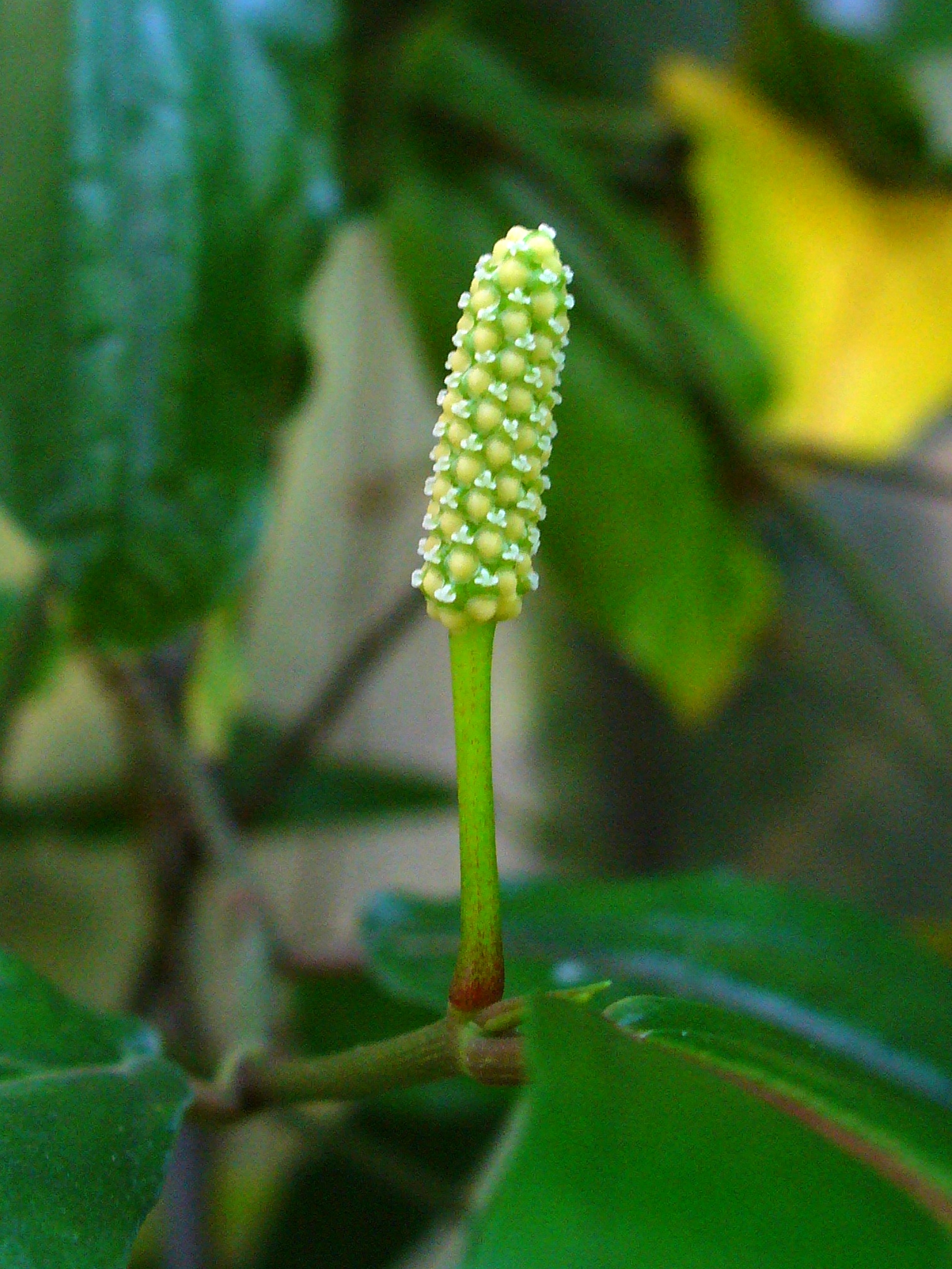
Infrutescencia.

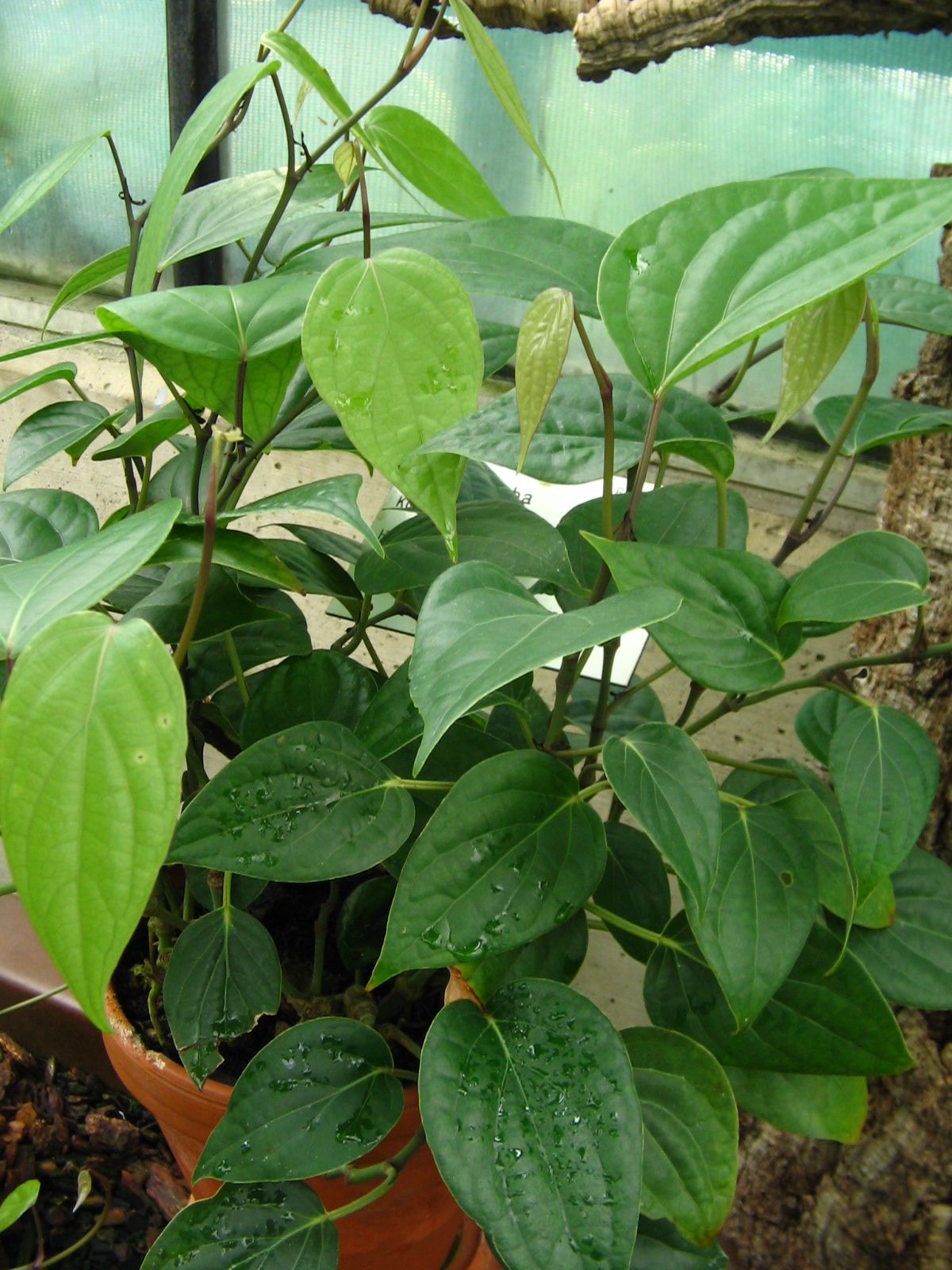
Vista de la planta.

- Nota: Es una especie todavía sin resolver taxonómicamente, además de la confusión reinante sobre su autoría, pues existen diagnosis de distintos autores, o sea: P. cubeba de Carlos Linneo el Joven, 1782 de "la selva de Java" ("habitat in Java sylvis"), P. cubeba de Vahl, 1804 y P. cubeba de Bojer, 1837,[1][2] y no está claro a que planta corresponden, aunque es muy probable que la primera sea la válida.[3]

Piper cubeba, denominada también cubeba y pimienta de Java, es una planta de la familia de la pimienta (piperácea); su fruta es empleada en la elaboración de aceites esenciales. Las bayas de la planta se suelen secar y se venden secas o molidas, son ligeramente más grandes que los granos de pimienta, tienen una superficie arrugada, y la mayoría de los granos son huecos.

## Origen y etimología
La cubeba, originaria de la Isla de Java, tiene una larga y compleja historia y llegó al continente africano y a Europa a través de la India por medio del comercio con los árabes. El nombre cubeba proviene del árabe clásico kubābah, y este del persa kababe, que es de origen desconocido, por medio del francés antiguo quibibes (para una historia más completa,véase cubeb).

## Descripción
Según Carlos Linneo el Joven, se caracteriza por sus hojas oblicuo-ovaladas enteras y pecioladas, con el limbo de base asimétrica y vernación oblonga alterne; las inflorescencias espiciformes pedunculadas cortas y opuestas a las hojas y los frutos, glabros, con pedicelos persistentes.

## Usos

### Medicinal
Se usaba en Europa y en América, con bastante éxito, para la curación de la blenorragia o gonorrea, hasta bien entrado el siglo XX.

### Culinarios
En Europa fue empleada como especia de gran valor en la cocina medieval. Fue el condimento de base de la carne, o empleada en algunas salsas. Se conoce una receta medieval que incluye la cubeba para elaborar "salsa sarcenes", que consiste en leche de almendra y diversas especias añadidas. Su desaparición en la cocina europea se debe probablemente a su sabor amargo, lo que se pudo haber interpretado como de calidad inferior a la pimienta negra.
Hoy en día en la cocina marroquí se emplea la cubeba para dar sabor algunos platos y masas como los markouts, pequeñas albóndigas de semolina con miel y dátiles. La cubeba se incluye a veces en la lista de ingredientes de la mezcla de especies denominada Ras el hanut, típica de este país.

### Otros
Es ingrediente en la elaboración de ginebras.

## Taxonomía
Piper cubeba fue descrita por Carlos Linneo el Joven y publicado en Supplementum Plantarum 90. 1781[1782].